# Wojciech Jedwabski

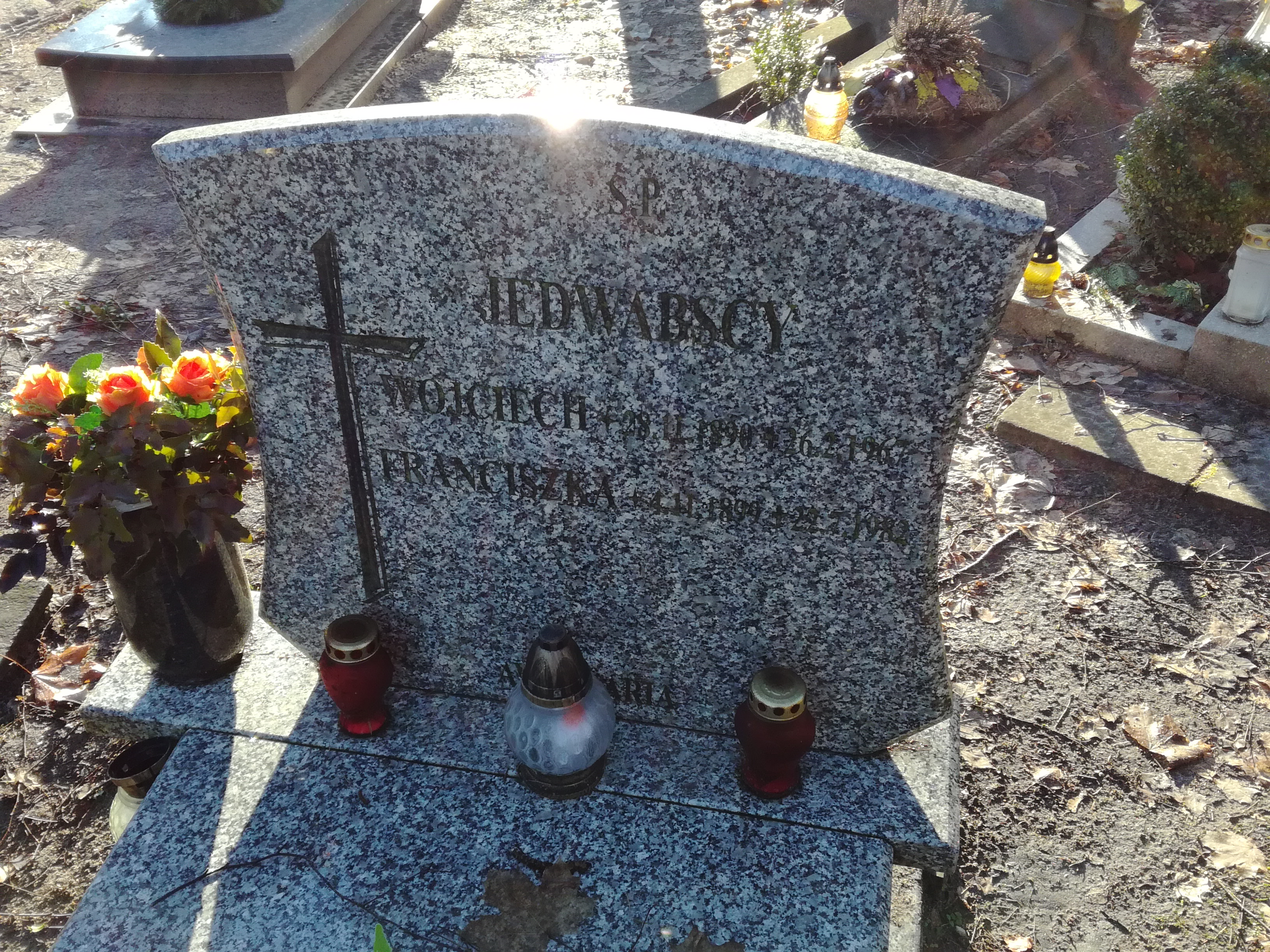
Grób Wojciecha Jedwabskiego na Cmentarzu Srebrzysko w Gdańsku

Wojciech Antoni Jedwabski (ur. 28 listopada 1890 w Lalkowach, zm. 26 lutego 1967 w Gdańsku) – polski działacz społeczny w Wolnym Mieście Gdańsku, poseł do Volkstagu (1920–1927).

## Życiorys
W 1918 wziął udział w powstaniu wielkopolskim. Wraz z Franciszkiem Kubaczem i Bonifacym Łangowskim reprezentował w Paryżu polskich gdańszczan w negocjacjach nad konwencją polsko-gdańską.
Był współzałożycielem Gminy Polskiej w Wolnym Mieście Gdańsku, współorganizował tamtejszą Macierz Szkolną. Przyczynił się do powstania Domu Polskiego przy ul. Wałowej oraz Towarzystwa Śpiewaczego „Moniuszko”. W 1919 został wybrany do Rady Miejskiej. Sprawował mandat posła do Volkstagu I i II kadencji w latach 1920–1927. Od 1923 do 1925 był prezesem Okręgu I Gdańskiego Towarzystwa Gimnastycznego „Sokół”. Od 1925 do 1939 pracował w Dyrekcji PKP w Gdańsku.
W czasie II wojny światowej aresztowany i więziony w obozach koncentracyjnych: Stutthof, Sachsenhausen i Mauthausen. Po wojnie powrócił do pracy umysłowej w gdańskiej dyrekcji kolei. Od 1954 do 1965 zasiadał w Miejskiej Radzie Narodowej w Gdańsku. Do 1959 sprawował funkcję prezesa Zarządu Obwodu Gdańskiego Towarzystwa Rozwoju Ziem Zachodnich. Był też wiceprezesem gdańskiego zarządu okręgu ZBoWiD. Został pochowany w Alei Zasłużonych na Cmentarzu Srebrzysko w Gdańsku (rejon II).

## Ordery i odznaczenia
- Krzyż Oficerski Orderu Odrodzenia Polski
- Złoty Krzyż Zasługi
- Wielkopolski Krzyż Powstańczy
- Medal 10-lecia Polski Ludowej
- Odznaka 1000-lecia Państwa Polskiego
- Odznaka honorowa „Za zasługi dla Gdańska”
- Odznaka honorowa „Zasłużonym Ziemi Gdańskiej”